# Роган, Франсуаза де
Франсуаза де Роган (фр. Françoise de Rohan; 1540 — декабрь 1591) — французская аристократка, герцогиня де Луден с 1587 года. Некоторое время была возлюбленной Жака Савойского, герцога Немурского, от которого родила сына Анри. Через суд пыталась заставить любовника жениться, но потерпела неудачу. Стала прототипом главной героини романа Мари Мадлен де Лафайет «Принцесса Клевская».

## Биография
Ранние годы
Франсуаза де Роган родилась в 1540 году в семье Рене I де Рогана и Изабеллы Наваррской. По отцу она принадлежала к одному из знатнейших родов Франции, представители которого обладали большим влиянием в Бретани, носили титулы виконта де Рогана, графа де Пороэта, принца де Леона и др. Мать Франсуазы была дочерью короля Наварры Жана III, так что сыновья Изабеллы Анри и Рене считались наследниками королевского титула. Франсуаза происходила по прямой линии от герцогов Бретонских и королей Франции (Карл VII был её прапрадедом), сестра короля Франциска I Маргарита Ангулемская приходилась ей тёткой.
Детство Франсуаза провела в замке Плесси-ле-Тур в качестве компаньонки своей двоюродной сестры Жанны д’Альбре — дочери Маргариты Ангулемской, наследницы наваррской короны. Жанна была старше на 12 лет и к тому же отличалась плохим характером; известно, что она часто била кузину, а та старалась принимать побои со смирением. В 1552 году Рене де Роган погиб в бою с испанцами. Франсуазу на время увезли в Бретань, а позже она оказалась при королевском дворе в Париже и стала фрейлиной королевы Екатерины Медичи.
Роман с Немуром и судебная тяжба
С 1554 года страстным поклонником Франсуазы был Жак Савойский, герцог Немурский, — знатный вельможа, принадлежавший к младшей ветви Савойской династии, двоюродный брат Франциска I, известный своими элегантностью и галантностью. Он ни от кого не скрывал своих чувств, так что король Генрих II, когда ему случалось играть с герцогом в мяч, говорил, видя Франсуазу: «Поскольку мадемуазель Роган здесь, Немур не нанесёт больше ни одного хорошего удара». Герцог заставил своих слуг облачаться в фамильные цвета Роганов (синий и фиолетовый), а перед отбытием в итальянский поход он пообещал Франсуазе, что не возьмёт в жёны никого, кроме неё. 22 апреля 1556 года герцог при свидетелях поклялся жениться на ней (клятвы такого рода считались имеющими юридическую силу, хотя церковные соборы и корона пытались это оспорить).
В начале лета 1556 года, когда двор находился в Блуа, мадемуазель де Роган уступила Немуру и стала его любовницей. Герцог после этого не стал выполнять своё обещание и попросил Франсуазу держать случившееся в тайне. Вскоре он отправился в очередной итальянский поход, а его возлюбленная поняла, что ждёт ребёнка. Даже получая от Немура письма и подарки, она чувствовала себя покинутой (Пьер де Брантом в связи с этими событиями сравнивает её с Дидоной, которую бросил Эней). Кто-то рассказал Франсуазе, что герцог хочет порвать с ней по возвращении во Францию; она передала это Немуру, а тот заявил, что это ложь, которую распространяют не из дружеских побуждений. В то же самое время отец Немура решил женить его на Лукреции д’Эсте, двоюродной сестре короля и свояченице Франсуа де Гиза.
6 января 1557 года, на балу во время одного из придворных праздников, Генрих II дважды танцевал с Франсуазой. Он открыто заявил, что люди, говорящие, будто мадемуазель де Роган беременна, лгут. Однако за столом король заметил волнение мадам де Леон, а поэтому приказал своей фаворитке Диане де Пуатье всё выяснить. Та лично осмотрела Франсуазу и поняла, что девушка по крайней мере на шестом месяце.
Генриха II это открытие разгневало. Франсуазе пришлось всё рассказать Королевскому совету и показать письма Немура с клятвами в любви. Генрих написал герцогу в Италию и спросил о его намерениях, но тот дал уклончивый ответ. Мадемуазель де Роган отправили в почётную ссылку в Вандом, позже Антуан де Бурбон (муж Жанны д’Альбре) увёз её в Наварру, и в По 24 марта 1557 года она родила сына, получившего имя Анри (Генрих). Немур оставался на театре боевых действий. Обстановка там была крайне тяжёлой, и Франсуаза из-за этого долго не пыталась защищать свои права, но в январе 1559 года она наконец обратилась в суд, чтобы обязать герцога на ней жениться. Истицу поддержали принцы крови Антуан де Бурбон и его брат Луи де Конде, главы протестантской партии (мать Франсуазы перешла в протестантизм в 1558 году).
Процесс, по-видимому, закончился бы в пользу истицы, но в июне того же года Генрих II погиб из-за случайного ранения на турнире. Трон занял его юный сын Франциск II, при котором усилились Гизы, близкие родственники его жены, лидеры католического лагеря и покровители Немура. Последний заявил в суде, что свидетели истицы подкуплены, после этого Диана де Пуатье и королевский врач Амбруаз Паре отказались от своих показаний. Вскоре Гизы разгромили протестантский заговор, арестовали Конде и потребовали его казни. Все эти события заметно ухудшили положение Франсуазы, но всё изменилось после смерти Франциска II в декабре 1560 года. Гизы потеряли своё влияние и на время оставили двор, обрёл большой вес первый принц крови Антуан де Бурбон. Немур захотел было похитить брата короля Карла IX, но его замысел был раскрыт, и герцог уехал в Савойю.
В последующие годы Франсуаза официально именовала себя герцогиней Немурской. В 1562 году суд обязал герцога явиться в Париж в течение месяца, тот приехал 4 июля, но из-за первой религиозной войны продолжение процесса снова отложили. В 1563 году Франсуа де Гиз был убит, а его вдова Анна д’Эсте открыто сказала Немуру, что хочет выйти за него. Для герцога это была очень выгодная партия. Поэтому он снова заявил о подкупе свидетелей, представленных суду Франсуазой. В 1564 году Немур добился от римского папы переноса суда в Лион, где он был губернатором. Парижский парламент заявил протест, но король под влиянием герцогини де Гиз запретил парламенту вмешиваться. 6 ноября 1565 года архиепископ Лионский и 10 присяжных отклонили иск мадемуазель де Роган.
Парижский парламент не согласился с этим решением, Королевский совет его подтвердил, но оставил за Франсуазой право обратиться с апелляцией к папе римскому. Это условие было для истицы явно неприемлемым из-за её связи с протестантским лагерем, отрицавшим авторитет Святого престола. 5 мая 1566 года состоялось венчание Немура и герцогини де Гиз. Произошёл громкий скандал: Франсуаза прислала судебного пристава, чтобы остановить церемонию, кардинал Лотарингский всё же закончил венчание, но свадьба была сорвана. Карл IX и королева-мать Екатерина Медичи снова обратились к папе с просьбой принять окончательное решение.
В 1571 году Святой престол подтвердил необоснованность претензий Франсуазы. Она снова обратилась к Парижскому парламенту, но тот признал дело не относящимся к его компетенции. 2 апреля 1575 года король Генрих III запретил Франсуазе именоваться герцогиней Немурской.
Последующие годы
Во время религиозных войн Франсуаза долго жила в Ла-Рошели, где находился двор её кузины Жанны д’Альбре, королевы Наваррской. В 1571 году она заключила соглашение с братьями о разделе семейных владений и получила сеньории Ла Гарнаш и Бовуар-сюр-Мёр. Двое братьев вскоре умерли, не оставив наследников, и остался только один — Рене де Роган, ставший одним из предводителей французских протестантов.
Новый король Генрих III поставил точку в судебном процессе. 2 апреля 1575 года он запретил Франсуазе именоваться герцогиней Немурской, а несколькими грамотами 1579—1580 годов объявил, что ей «не должно быть предъявлено никаких обвинений в связи с тем, что произошло», и что она может вступить в брак. Эта дипломатичная формулировка предполагала, что обязательства Немура существовали, но были аннулированы, и вызвала поэтому неудовольствие католической партии. К тому же король возвёл Франсуазу в сан герцогини, сделав герцогством её владение Лудён.
В 1585 году герцог Немурский умер. Только после этого Франсуаза сочла себя свободной и согласилась вступить в брак. Она подписала брачное соглашение с Франсуа Ле Фелем, сеньором Гебрианом, — одним из католических военачальников, осадившим её замок. Однако Генрих III запретил герцогине это замужество как явный мезальянс. В 1589 году королём стал двоюродный племянник Франсуазы Генрих IV, 10 апреля 1591 года подтвердивший её титул. Вскоре после этого, в декабре 1591 года, герцогиня де Лудён умерла в своём замке Бовуар-сюр-Мёр.